# 核糖开关

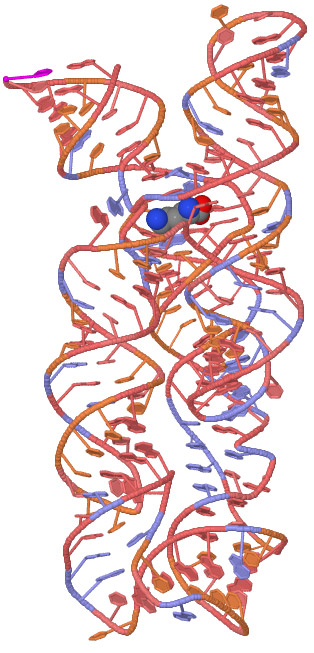
赖氨酸核酸开关的三维结构

核糖開關 （英語：Riboswitch）是位于信使RNA(mRNA)上可结合小分子配基的操控元件。一般情况下，与配基结合的核糖開關通過改變二級结構或高級结構而改變其与下游信使RNA的相互作用狀態，從而達到调控信使RNA所编碼基因的功能。
多数核糖開關僅見於真细菌類生物體中，但也有少數在植物或真菌中被發現。